# 谷津幸宏
谷津 幸宏（やつ ゆきひろ、1980年4月28日 - ）は、埼玉県出身の競艇選手。登録番号4109。身長172cm。血液型A型。88期。同期に吉永則雄、三井所尊春、吉村正明、細川裕子らがいる。

## 来歴
- 足立学園高等学校卒業。
- やまと競艇学校時代は、卒業記念競走に優出する成績を残した。
- 2001年5月22日、戸田競艇場でデビュー（6着）。
- 2007年1月23日、大村競艇場での新鋭王座決定戦競走でG1初勝利。
- 2008年11月3日、戸田競艇場での「第8回日本レジャーチャンネル杯」で初優勝。
- 2009年1月12日、徳山競艇場での「FMYエフエム山口カップU35選手権」で2度目の優勝。
- 2009年9月23日、桐生競艇場での「アクアンナイトカップ」で3度目の優勝。
- 2010年4月12日、戸田競艇場での「第44回日刊スポーツ杯」で4度目の優勝。